# Jennifer Screen

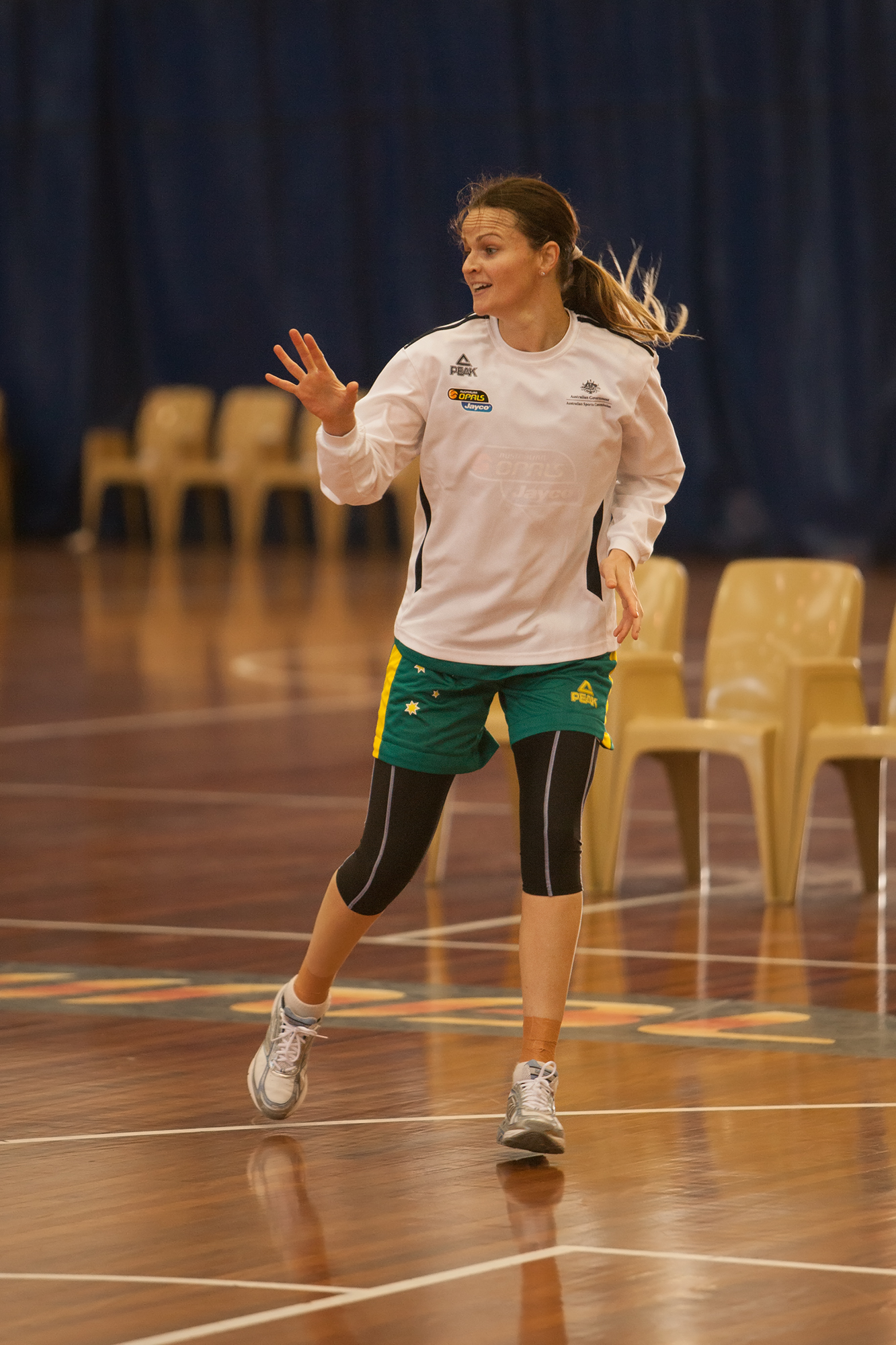
Jennifer Screen

Jennifer Screen, född den 26 februari 1982 i Newcastle, New South Wales, är en australisk basketspelare som tog OS-brons i dambasket vid olympiska sommarspelen 2012 i London. 